# Erik Forssberg
Erik Forssberg, född 9 december 1865 i Karlskrona, död 14 augusti 1934 i Stockholm, var en svensk bankdirektör och riksdagsman (högerpolitiker).
Forssberg var ledamot av riksdagens första kammare från 1927 till 1934, invald i Blekinge läns och Kristianstads läns valkrets.